# Mithat Bayrak
Mithat Bayrak (3. března 1929 – 20. dubna 2014 Dortmund) byl turecký zápasník, olympijský vítěz z roku 1956 a 1960.

## Sportovní kariéra
Narodil se a vyrostl v obci Doğançay v provincii Sakarya. Od mala pracoval na pile svého otce, kde nabral svou pověstnou fyzickou sílu. Tradičnímu tureckému zápasu karakucak se věnoval na předměstí Sakarye v Adapazarı. Olympijskému zápasu se začal věnovat v pozdějším věku v Istanbulu v klubu Kasımpaşa. Jeho sportovním kariéra je dnes však spojována v prvé řadě s istanbulským železničářským klubem Haydarpaşa Demirspor. V turecké reprezentaci v olympijském klasickém stylu se začal pohybovat od roku 1954. V roce 1956 uspěl v turecké olympijské nominaci ve váze do 73 kg a startoval na olympijských hrách v Melbourne. V úvodních kolech nezaváhal a se dvěma negativními klasifikačními body postoupil mezi finálovou trojici. V úvodním kole finále porazil verdiktem 3:0 Švéda Pera Berlina a do souboje o zlatou olympijskou medaili nastoupil proti novokuzněckému Vladimiru Manějevovi ze Sovětského svazu. Manějeva porazil verdiktem sudích 3:0 a získal zlatou olympijskou medaili.
O nominaci ve své oblíbené velterové váze do 73 kg musel vždy tvrdě bojovat. Jeho největším soupeřem byl skoro o 10 let mladší Kazım Ayvaz. Od roku 1957 proto častěji startoval ve vyšší střední váze do 79 kg, ve které ale nebyl tolik úspěšný. V roce 1960 se mu však podařilo Ayvaze překonat a na olympijských hrách v Římě mohl obhajovat zlatou olympijskou medaili ve váze do 73 kg.
V Římě neměl snadný los. V úvodním kole porazil silného Jugoslávce Stevana Horvata a ve třetím nepříjemného Švéda Bertila Nyströma. Ve čtvrtém kole měl štěstí na volný los a neztratil tak další negativní klasifikační body. V šestém kole nastupoval proti spolufavoritovi – kyjevskému Hryhorji Hamarnykovi ze Sovětského svazu – s vědomím, že taktická remíza ho ponechá v turnaji a Sověta vyřadí dosažením 6 negativních klasifikačních bodů. Taktický plán se mu vydařil a po remíze s Harmanykem zůstal s 5 negativními klasifikačními body v turnaji překvapivě s Němcem Güntherem Maritschniggem a Francouzem René Schiermeyerem. Oba své finálové soupeře porazil a zlatou olympijskou medaili obhájil.
Od roku 1962 odešel za prací do Německa, kde zápasil za bundesligový tým KSV Witten 07. V roce 1964 se připravil a vybojoval nominaci na své třetí olympijské hry v Tokiu, tentokrát ve váze do 78 kg. V Tokiu ztratil v úvodních dvou kolech 3 negativní klasifikační body a ve třetím kole ho z turnaje vyřadil porážkou východní Němec Rudolf Vesper.
Vzápětí se Bayrak s tureckou reprezentací rozloučil. Další sportovní i profesní život spojil s německým vládním obvodem Arnsberg. Zemřel v Dortmundu v roce 2014.

## Výsledky

### Řecko-římský styl
| Turnaj            | 1956 | 1957 | 1958 | 1959 | 1960 | 1961 | 1962 | 1963 | 1964 |
| Turnaj            | 27   | 28   | 29   | 30   | 31   | 32   | 33   | 34   | 35   |
| Turnaj            | −73  |      | −79  |      | −73  |      |      |      | −78  |
| ----------------- | ---- | ---- | ---- | ---- | ---- | ---- | ---- | ---- | ---- |
| Olympijské hry    | 1.   |      |      |      | 1.   |      |      |      | úč.  |
| Mistrovství světa |      |      | úč.  |      |      | —    | —    | —    |      |